# Galleria commerciale

Una veduta della Galleria Vittorio Emanuele II di Milano pochi anni dopo l'inaugurazione

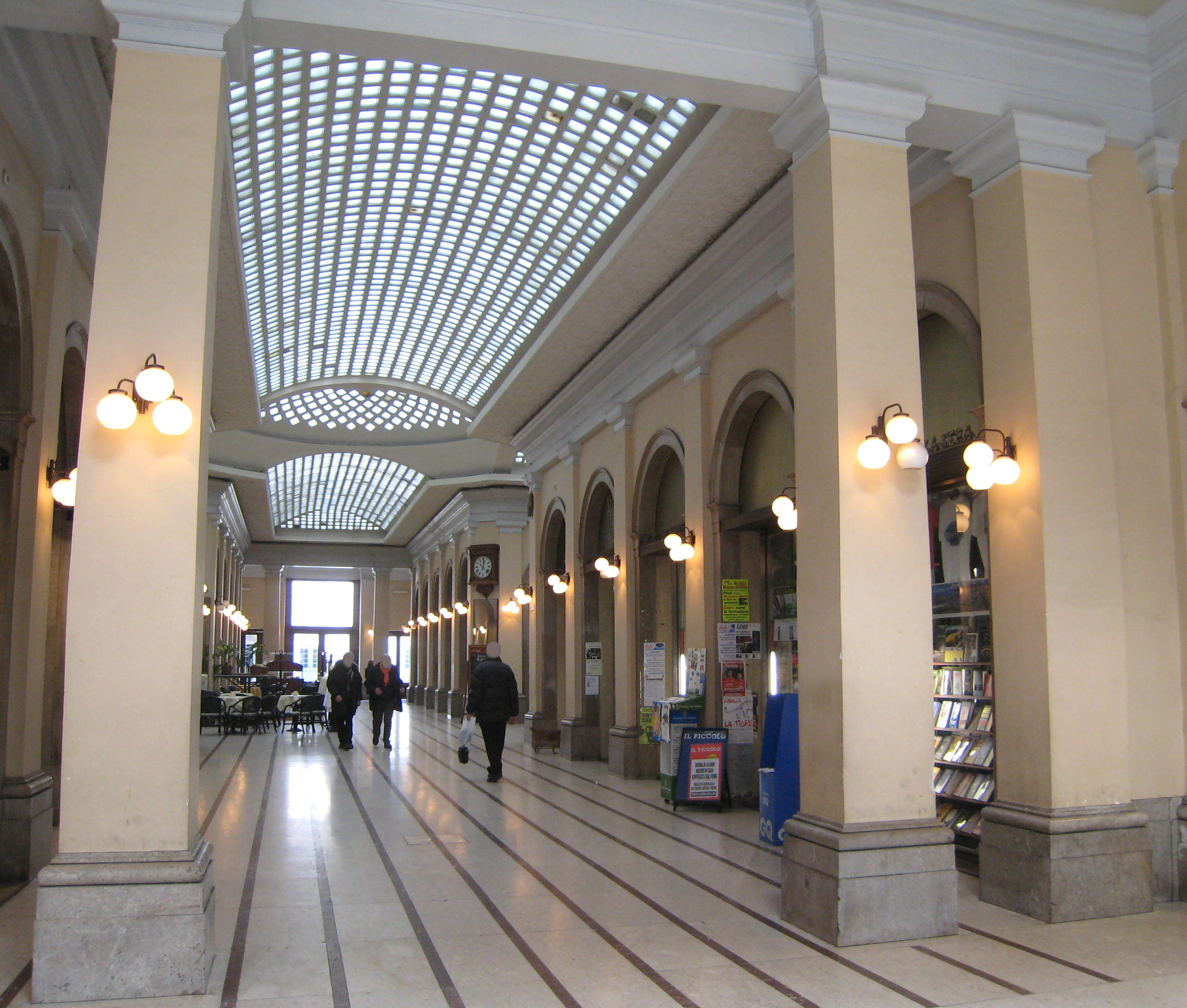
La galleria del Tergesteo a Trieste

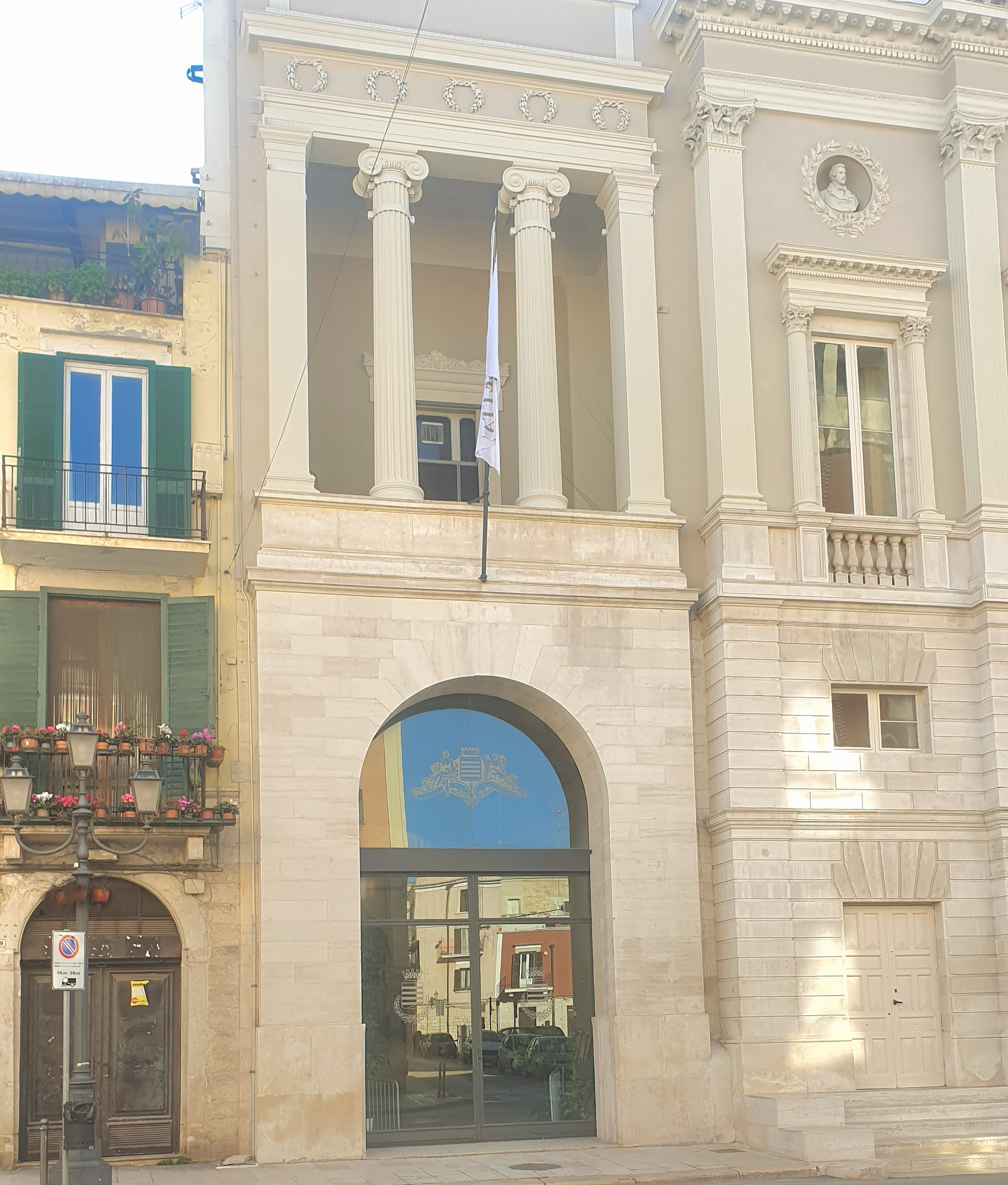
Veduta esterna della Galleria Gallo di Barletta

Le gallerie commerciali sono vie (o piazze) completamente al coperto, aperte solo al traffico pedonale su cui si affacciano vetrine, ingressi di negozi e bar. Vanno distinte dai semplici mercati coperti, che si limitano a dare un tetto alle bancarelle tipiche di un consueto mercato.
La diffusione delle gallerie commerciali classiche coincide con la Belle Époque. Esempi di questa generazione di gallerie sono presenti in molte città italiane e le più note sono sicuramente la  Galleria Subalpina  a  Torino, galleria Vittorio Emanuele in Piazza Duomo a Milano, la Galleria Umberto I a Napoli e la Galleria Alberto Sordi a Roma, la Galleria Vittorio Emanuele III a Messina e l'Ex Dogana di Catania.
Una seconda epoca d'oro per la nascita delle gallerie è quella legata alla nascita dei grandi centri commerciali, dei quali le gallerie commerciali rappresentano uno degli elementi costitutivi fondamentali.

## Gallerie commerciali d'Italia
- Galleria Vittorio Emanuele II - Milano
- Galleria De Cristoforis - Milano
- Galleria del Corso - Milano
- Galleria Alberto Sordi - Roma
- Galleria Gommata - Roma
- Galleria Esedra - Roma
- Galleria Filippo Caracciolo - Roma
- Galleria Umberto I - Napoli
- Galleria Principe di Napoli - Napoli
- Galleria Maiorino - Nocera Inferiore
- Galleria del Corso - Nocera Inferiore
- Galleria Giuseppe Mazzini - Genova
- Galleria Enrico Martino - Genova
- Galleria dell'Ecs Dogana - Catania
- Galleria Gallo - Barletta
- Galleria delle Vittorie - Palermo
- Galleria Vittorio Emanuele III - Messina
- Galleria INPS - Messina
- Galleria Re Umberto I - Torino
- Galleria San Federico - Torino
- Galleria Subalpina - Torino
- Galleria Matteotti -Mestre

## Gallerie commerciali all'estero
In Europa se ne trovano nelle città di Bruxelles, Istanbul, Londra, Vienna, Barcellona, Praga e Parigi, dove questi edifici sono nati: le prime che si ricordino furono le Galerie de Bois, costruite nel 1786 per il Duca d'Orléans, nei giardini del Palais-Royal.
- Il centro commerciale Toronto Eaton Centre è caratterizzato da una lunghissima galleria con una copertura trasparente. Questa fu progettata negli anni settanta dall'architetto Eberhard Zeidler che si ispirò alla galleria Vittorio Emanuele II di Milano.
- Neiman Marcus nel 1970 ha costruito a Houston, nel Texas il centro commerciale The Galleria ispirandosi, nel nome e nello schema dei quattro bracci a croce, alla galleria Vittorio Emanuele.
- Amburgo ha più di una galleria commerciale (Passage) delle quali la più grossa e famosa è la Hanseviertel, piccolo quartiere di abitazioni e negozi coperto da vetrate con una grande cupola in vetro di 21 m d'altezza e 14 di diametro.
- Lipsia ha il Passaggio Mädler ed altre gallerie.
- Parigi ha una grande galleria commerciale, un vero e proprio centro commerciale, Les Quatre temps, che si sviluppa su più piani sovrapposti, illuminati da un soffitto a vetrata, a La Défense, alla sinistra del Grande Arche, ed iniziata nel 1980.
- In Giappone esistono da molto tempo le gallerie commerciali, che sono meno pompose di quelle occidentali e che vengono chiamate shōtengai. Sono presenti in buona parte dei quartieri delle città maggiori e in molti centri abitati minori. Consistono in lunghe e strette strade coperte da un lucernario dove vi sono quasi esclusivamente attività commerciali, tra cui negozi, ristoranti, locali di intrattenimento ecc., per lo più a gestione familiare. Vengono chiamate shōtengai anche strade analoghe ma non coperte.